# Електрон T5B64
Електро́н T5B64 (англ. Electron T5B64) — український п'ятисекційний низькопідлоговий широколійний трамвайний вагон. Виробляється у Львові спільним українсько-німецьким підприємством «Електронтранс».

## Історія
У січні 2014 року відбувся конкурс на постачання низькопідлогових трамваїв для Санкт-Петербурга, в якому перемогла російська компанія «Трансмашгруп», яка представляла інтереси «Електронтрансу». Зазначалося, що фінальну збірку вагонів проведуть у російському Владимирі.
Перший трамвай мав надійти до Санкт-Петербурга до 1 липня 2014 року, однак строки поставки було зірвано, оскільки «Трансмашгруп» не виконав свої зобов'язання перед виконавцями замовлення — підприємствами «Електронтранс» та TransTec Vetschau (Німеччина). За повідомленням прес-центру СП «Електронтранс», посередник не сплатив вчасно за виготовлені вагони. Майже готовий широколійний вагон залишився на заводі.
5 жовтня 2014 року голова Київської міської державної адміністрації Віталій Кличко відвідав підприємство «Електронтранс», де заявив про наміри придбати для столиці вагони львівського виробництва у 2015 році.
28 квітня 2015 року комунальне підприємство «Київпастранс» оголосило про початок відкритих торгів на поставку семи трамваїв довжиною 30 метрів з долею низького рівня підлоги від 35 % до 100 %. За право постачати трамваї змагалися ПАТ «Крюківський вагонобудівний завод», ТОВ «СП «Електронтранс» і ТОВ «Татра-Юг».
12 жовтня 2015 року між КП «Київпастранс» та ТОВ «СП «Електронтранс» було підписано договір на постачання 7 низькопідлогових трамваїв вартістю 183,75 млн грн.
11 листопада 2015 року перший трамвай надійшов до трамвайного депо імені Шевченка і наступного дня був презентований голові КМДА. Протягом місяця тривали випробування за участю Науково-дослідного та конструкторсько-технологічного інституту міського господарства, за результатами яких 16 грудня 2015 року міжвідомча приймальна комісія надала дозвіл на експлуатацію трамвая в Києві. Трамвай отримав номер 801.
29 грудня 2015 року до того ж депо надійшов другий трамвай, який отримав номер 802.
14 січня 2016 року трамвай № 801 вийшов на маршрут № 3 «Станція Кільцева дорога — станція Старовокзальна» Борщагівської лінії швидкісного трамвая.
28 березня 2016 року на лінію вийшов другий трамвай, № 802.
27 грудня 2016 року у Київ прибув третій трамвай. Вартість вагона склала 28 875 000 грн.

## Конструкція

### Кузов
Цільнометалевий зварний кузов з нержавійної сталі.

### Інтер'єр

#### Кабіна водія
В базову комплектацію входить кондиціонер робочого місця водія.

#### Салон
В салоні налічується 70 місць для сидіння, а також одне місце, обладнане перевезення інвалідів. 
Максимальна пасажиромісткість — 287 пасажирів (при 8 пас./м²).

### Візки
Кожен візок обладнаний пристроєм для автоматичного мащення реборд коліс під час руху кривими ділянками колії виробництва Tribo Tec.
Привідні візки обладнано пристроєм для автоматизованого дозованого подавання піску на рейки виробництва Tribo Tec.

## Технічні характеристики
Основні характеристики вагона:
| Загальні характеристики                    | Загальні характеристики |
| ------------------------------------------ | ----------------------- |
| Кількість секцій                           | 5                       |
| Кількість осей                             | 6                       |
| Частка низької підлоги                     | 100 %                   |
| Розміри                                    |                         |
| Довжина кузова вагона                      | 30 200 мм               |
| Ширина кузова вагона                       | 2500 мм                 |
| Висота даху вагона над головкою рейки      | 3200 мм / 3400 мм       |
| Колісна база візків                        | 1900 мм                 |
| Діаметр нового / зношеного колеса          | 660 мм / 580 мм         |
| Ширина колії                               | 1524 мм або 1435 мм     |
| Тягові характеристики                      |                         |
| Максимальна швидкість                      | 70 км/год               |
| Номінальна напруга низьковольтних ланцюгів | 24 В                    |

## Експлуатація
| Країна  | Місто | Підприємство      | Кількість | Бортові номери |
| ------- | ----- | ----------------- | --------- | -------------- |
| Україна | Київ  | КП «Київпастранс» | 11        | 801—811        |